# فيلغريوس
فيلغريوس هو طبيب يوناني، كان بعد جالينوس وقبل أوريباسيوس، وقيل أنه عاش في القرن الثالث الميلادي.
له مؤلفات عديدة اعتمدها الرازي مصدرا في كتاب الحاوي.